# Denis Herron
Denis Bernard Herron, född 18 juni 1952, är en kanadensisk före detta professionell ishockeymålvakt som tillbringade 14 säsonger i den nordamerikanska ishockeyligan National Hockey League (NHL), där han spelade för Pittsburgh Penguins, Kansas City Scouts och Montreal Canadiens. Han släppte in i genomsnitt 3,71 mål per match och hade tio nollor (match utan insläppt mål) på 462 grundspelsmatcher.
Herron spelade också för Salt Lake Golden Eagles i Western Hockey League (WHL); Hershey Bears och Baltimore Skipjacks i American Hockey League (AHL) samt Ducs de Trois-Rivières i Ligue de hockey junior majeur du Québec (LHJMQ).
Han vann Vézina Trophy, tillsammans med Michel Larocque och Richard Sévigny, för säsongen 1980–1981. Säsongen efter vann han också William M. Jennings Trophy, den här gången tillsammans med Rick Wamsley.
Herron draftades av Pittsburgh Penguins i tredje rundan i 1972 års draft som 40:e spelare totalt.